# 이시다 우류
이시다 우류(일본어: 石田雨竜)는 블리치의 등장인물이다. 쿠로사키 이치고의 같은 반 친구로 사신과는 다른 방식으로 호로를 사냥하는 멸족한 이능력자인 퀸시 (블리치)(滅却師 / Quincy)다.
퀸시 이시다 류켄의 아들 같은 퀸시이면서도 돈을 위해 퀸시를 버리고 의사를 택한 아버지에 대해 좋지 않은 감정을 지니고 있으며 그에 대한 반감 때문에 언제나 아버지를 이름으로 부르며 적대한다.
두뇌가 명석하여 학교에서의 성적은 언제나 전교 1등이지만 자존심이 강하고 주변 사람들에게 차갑게 대하는 태도 때문에 친구가 별로 없다.
최고의 스승이자 할아버지였던 이시다 소켄이 호로에게 죽는 걸 그냥 내버려둔 사신들에게 강력한 반감과 증오, 미움을 가지게 된다. 후에 카라쿠라 마을 사신 대행으로 입각한 이치고를 견제하며 이치고와 승부를 내기 위해 영자 장치로 호로들을 카라쿠라 마을에 불러들이기도 했다.
하지만 이치고와의 접촉으로 인해 마음의 증오가 풀리고 사신과의 관계도 많이 감화되었으며 후에 이치고의 든든한 지원군이 되기도 한다.
소울 소사이어티에서 쿠로츠치 마유리와 전투를 벌일 때 산령수투를 해방해 퀸시의 힘을 잃어버리지만 아버지인 이시다 류켄의 도움으로 다시 퀸시의 힘을 되찾는 데에 성공한다.
바느질에 대해 아주 섬세하고 독특한 자신만의 미학이 있으며 그 실력으로 1학년에서 수예부부장으로 활동했었다(부원들에게 암암리에 '안경 미싱'이라는 별칭으로 불리기도 했다.).
천년혈전편에서는 퀸시들의 왕인 유하바하에게 선택받아 후계자로 지명됨과 동시에 유하바하와 같은, 가장 높은 문자 등급인 'A'를 부여 받았다.

## 프로필
- 신장 : 171 cm -> 177cm
- 체중 : 57 kg
- 혈액형 : AB형
- 생일 : 11월 6일생
- 가족 관계 : 父 - 이시다 류켄 / 祖父 - 故이시다 소켄
- 능력 : 퀸시(滅却師 / Quincy)
- 능력 설명 : 공기 중에 흐르는 영압과 술자 내부 혼백에 존재하는 영압을 이용해 무기를 발현해 그 힘으로 호로를 물리치거나 적과 싸우는 능력이다. 참백도로 호로를 베어 소울 소사이어티로 승천시키는 사신들의 방식과는 달리 퀸시들은 그 자리에서 바로 호로들을 소멸시키는 방식을 사용한다. 해당 방식은 혼백의 질서를 어지럽힌다고 하며, 이에 사신과 퀸시들은 대립 관계에 있었다. 하지만 사신의 압도적인 힘에 의해 현재 퀸시는 거의 멸족된 상태로, 현재 유일하게 남은 퀸시는 우류와 아버지인 류켄이다(인줄 알았다.).

## 도구
- - 영자병장(靈仔兵奬) : 퀸시들이 쓰는 영자(靈仔)를 이용해 만든 일종의 활 이 영자병장에서 영압으로 이루어진 활을 발사해 공격무기로 사용한다.

1. . 호작(弧雀) - 초기에 우류가 가지고 있던 활이며, 푸른색으로 이루어진 단순한 형태이다.
2. . 산령수투 / 퀸시 렛트슈틸(散靈手套 / Quincy Letzt-Still) - 일명 퀸시최종형태(滅却師最終形態)라고 불리는 영자병장 하얀색 바탕에 파란 줄무늬가 있는 장갑에 은색의 활이 연결된 형태를 하고 있다. 이것을 착용하고 7일 밤낮을 쉬지 않고 화살을 쏠 수 있게 되면 퀸시의 정상에 오를 수 있으며 힘을 해방하면 호정 13대의 대장급에 맞먹는 힘을 지니게 되지만 해방 직후 퀸시의 힘은 사라져 두 번 다시 쓸 수 없게 된다. 쿠로츠치 마유리와의 싸움에서 이것을 사용해 퀸시의 힘을 잃어버리지만 아버지 류켄의 수행으로 인해 다시 찾게 된다.
3. 은령호작(銀岺弧雀) - 아버지인 류켄의 도움으로 인해 새롭게 생겨난 호작 마지막 퀸시 일족이라는 증표인 퀸시크로스를 이용해 만든 육각형 형태를 중심으로 뻗어난 형태의 활이며 산령수투처럼 강력한 공격을 먹이지는 못하지만 최대 1200발을 연사하는 화살의 수가 특징이다.

- - 은통(銀筒) : 퀸시들이 만약의 사태에 대비해 대기 중에 흐르는 영자를 모아 담아둔 은으로 만든 통이다. 미리 담아둔 영압을 사용하기 때문에 힘을 잃어버린 퀸시들이라도 사용이 가능하다.
  - 퀸시 크로스(滅却十字) : 퀸시를 상징하는 일종의 증표이다. 이 퀸시 크로스에서 영자병장을 만들어내는 것이 가능하다. 오각형의 특수한 퀸시 크로스는 퀸시 일족 정통계승자의 증거를 나타낸다.
  - 영화은(靈化銀) : 영자로 만든 은이다.
  - 영화유리(靈化硫子) : 영자로 만든 유리이다.
  - 제레 슈나이더(Seele Schneider / 영혼을 베어가르는 것) : 퀸시가 사용하는 무기 중 유일한 날붙이 무기이다. 검신의 표면을 영자가 초당 약 300만번을 회전하는 일종의 전기톱 비스무리한 구조로 움직이며, 이 제레 슈나이더로 벤 대상의 영자 결속을 느슨하게 해 상대의 영자를 자신이 빼앗기 쉽게 해주며 영자를 확산시켜가며 싸우는 타입의 적에 대비해 칼자루 머리 부분에 영자를 축적시켜두었다가 비상시에 영자로 이루어진 칼날을 재생시키거나 화살 대용으로도 사용하는 것이 가능하다.
  - 퀸시 짜이헨(滅却印) : 퀸시가 호로 퇴치에 사용하는 일종의 영자로 이루어진 마법진이다.

## 기술
- - 비염각(飛廉脚) : 대기 중의 영자의 흐름을 타고 고속 이동하는 퀸시들의 고등 보법으로, 사신의 순보(瞬步)와 비슷하다.
  - 난장천괴(亂裝天傀) : 영자를 이용해 꼬아서 만든 여러 줄기의 가는 실타레를 몸의 움직이지 않는 여러 곳에 연결해 자신의 영력과 직접 연결시켜 마치 꼭두각시 인형처럼 억지로 움직이게 하는 퀸시들의 초고등기술이다. 한 번 발동하면 몸이 마비되고 뼈가 부러져도 영력이 지속되고 있는 한 끝까지 움직일 수 있다. 본래 노쇠한 퀸시가 그 목숨이 다할 때까지 호로와 싸우기 위해 만들어진 기술이다.
  - 하이젠(Heizen / 聖曙) : 4개의 은통을 투척해 상대를 포위한 다음 포위한 상대 째로 그 공간을 날려버리는 기술이다. 언령은 "렌제 포르메르 벤토 이 그랄(대기의 전진을 잔에다 받아라)"
  - 볼케(Wolke / 綠杯) : 높은 곳에서 낙하할 때, 지면에 부딪혔을 때의 충격을 완화시킬 목적으로 은통에 담은 영력을 전신에 두르는 기술이다. 언령은 "이 생크 짜이히(잔이여 서쪽으로 기울거라)"
  - 그리츠(Gritz / 五架縛) : 상대에게 은통을 던져 거기서 생겨나는 영압으로 만들어진 5갈래 무늬의 영자 벽으로 상대를 포박하는 기술이다. 언령은 "찌엘토크릭 폰 키이츠 하르트퓌엘트(은 채찍을 휘둘러 오수석상에 내리쳐라)"
  - 슈프렝거(Sprenger / 破芒陣) : 제레 슈나이더와 퀸시 짜이헨을 이용해 만든 마법진 제레 슈나이더로 그린 오각형 형태의 퀸시 짜이헨 진형 안에 적을 가둔 다음 은통에 모아둔 영자를 진형 안에 흘려서 마법진 내부를 폭발시키는 기술이다. 술식, 준비하는 데에 시간이 오래 걸리는 것이 단점이며, 이로 인해 1:1 대결에서는 굉장히 사용하기 불리하다. 5개의 제레 슈나이더가 필요하다.
  - 리히트 레겐(Licht Regen / 光雨) : 상대의 위로 점프한 다음 은령호작을 이용해 엄청난 수의 화살을 날리는 기술이다.
  - 완전반립(): 어떠한 상황을 역전시키는 능력으로 A의 문자의 힘이다.

## 여담
초반엔 너무 박학다식하고 냉정한 남자였지만, 후반으로 갈수록 뭔가 얼빠져간다.
하지만, 머리는 좋다. 애니 아란칼편 야미전에선 야미와 싸우기전에 각층의 기둥을 몇개씩 부러트리고 전투를 치뤘던층의 바로 밑층 천장 엔 아란칼용 특수 지뢰를 놓기도 한다.
아란칼 이후부터는 학생회장이되고, 성인이 되어서는 쿠로사키병원(?)에 취직하여 의사가된다.
1. ↑  류켄 왈 난 흥미가 없고 넌 재능이 없다나?